# Валерий Прокул
Валерий Прокул (лат. Valerius Proculus) — римский государственный деятель первой половины IV века.

## Биография
В 325 году Валерий Прокул был назначен консулом вместе с Секстом Аницием Фаустом Паулином, о чем содержится упоминание в Кодексе Феодосия и нескольких папирусах. Однако уже в мае по неизвестным причинам он заменен на этом посту Юлием Юлианом. О его дальнейшей биографии ничего неизвестно, хотя существует предположение, что в 319—320 годах Прокул был проконсулом Африки.